# Filippo Turati
(Filippo Turati)
Filippo Turati (Canzo, 26 novembre 1857 – Parigi, 29 marzo 1932) è stato un politico, giornalista e politologo italiano, tra i primi e più importanti uomini di punta del socialismo italiano e tra i fondatori, a Genova nel 1892, dell'allora Partito dei Lavoratori Italiani (che diventerà, nel 1893 a Reggio Emilia, Partito Socialista dei Lavoratori Italiani, avendo ancora questo nome al convegno di Imola nel 1894 e, nel 1895 con il congresso di Parma, Partito Socialista Italiano).

## Biografia

### I primi anni

Ritratto giovanile di Filippo Turati

Figlio di Pietro, un alto funzionario statale di idee conservatrici e altoborghesi, e di Adele De Giovanni, il giovane Filippo nacque e visse i suoi primi anni a Canzo, una piccola cittadina vicino a Como. Canzo era descritta all'epoca come «fuor di dubbio, una delle più ricche, svegliate e patriottiche fra le grosse borgate del contado lombardo» e i suoi abitanti come dotati di «quel criterio politico, che, sgraziatamente, non si trova con troppa frequenza negli altri grossi centri della campagna lombarda». Di questo paese Turati dirà più tardi: «lui m'arrise umano e sempre uguale». Studiò quindi al liceo classico Ugo Foscolo di Pavia e sin da giovanissimo collaborò con delle riviste d'orientamento democratico e radicale. Frequenta poi stagionalmente l'università di Bologna, per laurearsi in giurisprudenza e diventare avvocato nel 1877, ritornando però regolarmente nel suo paese natale, dove si dedicava anche all'approfondimento letterario.
L'anno successivo si trasferì definitivamente a Milano, dove conobbe note figure intellettuali quali il politico di ispirazione mazziniana-repubblicana Arcangelo Ghisleri e il filosofo psicologo Roberto Ardigò. Qui iniziò anche una carriera di pubblicista e critico letterario.

### Anna Kuliscioff

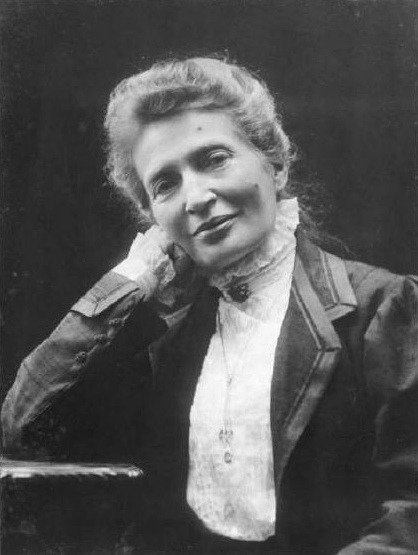
Anna Kuliscioff a Firenze (1908)

La linea politica di Turati fu determinata sia dallo stretto rapporto con gli ambienti operai milanesi, sia dalle idee di ispirazione marxista della sua compagna ucraino-russa Anna Kuliscioff, che conobbe intorno al 1882-1884. Quest'ultima, separata dal compagno di vita e lotta politica (il socialista Andrea Costa), si legò sentimentalmente a Turati. Rimasero assieme fino alla morte di lei nel 1925.
Persona di indubbio temperamento e intelligenza, fu tra le prime donne, assieme a Maria Montessori, a esercitare l'attività di medico, recandosi tra l'altro anche nei quartieri più poveri di Milano, dove veniva chiamata la "dottora dei poveri". Le idee politiche di fondo di Turati e di Anna coincidevano, in quanto entrambi si ispiravano alla idee socialiste e alla dottrina marxista e la Kuliscioff ebbe una significativa influenza su Turati.
Anna Kuliscioff fu un'importante dirigente del Partito Socialista Italiano. Si impegnò fortemente nelle lotte per la limitazione dell'orario di lavoro delle donne e dei fanciulli: elaborò un'articolata proposta di legge a tutela del lavoro minorile e femminile che, presentata dai parlamentari socialisti, venne approvata nel 1902 come legge Carcano, dal nome di Paolo Carcano, Ministro delle Finanze durante il Governo Zanardelli, che ne fu il proponente a livello governativo. Fu sostenitrice delle iniziative per introdurre in Italia il voto alle donne, anche in polemica con Turati, e il divorzio. A Milano, in piazza Duomo, sotto i portici che danno ingresso alla Galleria Vittorio Emanuele, una targa ricorda la casa dove visse insieme a Turati.

### Il Partito Operaio Italiano
Nel 1886 Turati sostenne apertamente il Partito Operaio Italiano, che era stato fondato a Milano nel 1882 dagli artigiani Giuseppe Croce e Costantino Lazzari, per poi fondare nel 1889 la Lega Socialista Milanese, ispirata a un socialismo non dogmatico e che rifiutava pubblicamente l'anarchia.
In questo contesto Filippo Turati scrisse, nei primi mesi del 1886, l'Inno dei Lavoratori, su sollecitazione di Costantino Lazzari; fu pubblicato da La Farfalla (n. 10, 7 marzo 1886, Milano) e subito dopo dall'organo del Partito operaio italiano, Il Fascio operaio (a. IV, n. 118, 20 e 21 marzo 1886, Milano). La musica fu composta dal maestro Amintore Claudio Flaminio Galli; la prima esecuzione pubblica avvenne a Milano il 27 marzo 1886 nel salone del Consolato operaio in via Campo Lodigiano, a opera della Corale Donizetti.

### La rivistaCritica Sociale

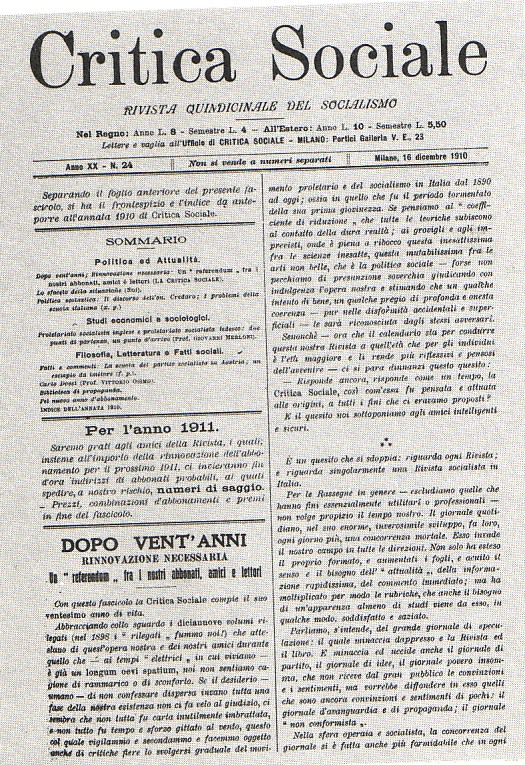
La rivista Critica Sociale

Nel 1891 Turati fondò la rivista Critica Sociale, che diresse dall'inizio fino al 1926, al momento del suo espatrio clandestino in Francia. Nella sua direzione di fatto fu affiancato dalla sua compagna Anna Kuliscioff (che, in quanto donna e per di più straniera, non poteva avere responsabilità nella direzione di un periodico), che trasformò il salotto della loro casa a Milano, Portici Galleria n. 23, nella redazione della rivista, dove, tra mucchi di giornali e plichi di libri, Anna e Filippo lavoravano insieme.
In quel salotto c'era un piccolo divano verde dove la Kuliscioff riceveva i visitatori a ogni ora del giorno: personaggi della cultura, della politica milanese, persone più umili come le “sartine”, che trovavano in Anna un'amica e una confidente, e i collaboratori della rivista, che annoverava i più importanti intellettuali dell'epoca, quali Luigi Majno, Ersilia Majno Bronzini e Ada Negri.
Il 1º gennaio 1893 "Critica Sociale", che aveva pienamente accettato il programma del Partito dei Lavoratori Italiani approvato nell'agosto del 1892 al Congresso di Genova, cambiò il sottotitolo della testata da Rivista di studi sociali, politici e letterari in Rivista quindicinale del socialismo scientifico e incominciò ad affrontare tutti i gravi problemi pubblici degli anni novanta (scandali bancari, repressione dei Fasci siciliani, guerra di Abissinia, moti popolari per il pane) con articoli di forte denuncia.
In occasione dei moti di Milano, il 7 maggio 1898 la rivista venne sequestrata. A seguito dell'arresto e della condanna del suo direttore le pubblicazioni furono interrotte fino alla scarcerazione di Turati dopo più di un anno; la rivista ritornò in edicola il 1º luglio 1899. Anche Anna Kuliscioff venne arrestata con l’accusa di reati di opinione e di sovversione. A dicembre venne scarcerata per indulto.

### La fondazione del Partito Socialista Italiano
Al congresso operaio italiano, tenutosi a Milano il 2 e 3 agosto 1891, Turati si presentò con l'obiettivo "di voler creare entro un anno un partito che unisse i lavoratori italiani", preannunziato il 18 giugno in un articolo nel numero unico del giornale Lotta di classe, che diventerà poi un periodico diretto formalmente da Camillo Prampolini, ma di fatto guidato dalla coppia Turati-Kuliscioff. Turati inoltre collaborò, non senza contrasti, con il periodico La Martinella, organo dei socialisti toscani, diretto a Colle di Val d'Elsa da Vittorio Meoni.
Le intenzioni di Turati di creare un organismo in cui confluissero tutte le organizzazioni popolari, operaie e contadine, si concretizzarono nel congresso di Genova del 1892, in cui nacque il Partito dei Lavoratori Italiani, divenuto poi nel 1893 "Partito Socialista dei Lavoratori Italiani" e nel 1895 Partito Socialista Italiano, una formazione politica d'impronta classista e militante, che utilizzava anche la lotta parlamentare per raggiungere obiettivi di crescita dei diritti dei lavoratori.

### Il gradualismo di Turati e l'età giolittiana
Nonostante Francesco Crispi tentasse di bandire tutte le organizzazioni di sinistra, Turati - eletto deputato nel giugno 1896 - si fece fautore di un'apertura all'area repubblicana mazziniana e a quella radicale, nel tentativo di dare una svolta democratica al governo.
Il 1º marzo 1899 fu dichiarato decaduto dal mandato parlamentare e messo agli arresti con l'accusa d'aver guidato i moti di Milano; fu poi condannato a ben 12 anni di reclusione. Fu comunque scarcerato nel 1899 grazie a un'amnistia e poi rieletto alle elezioni suppletive e fece ostruzionismo contro il governo reazionario di Luigi Pelloux.

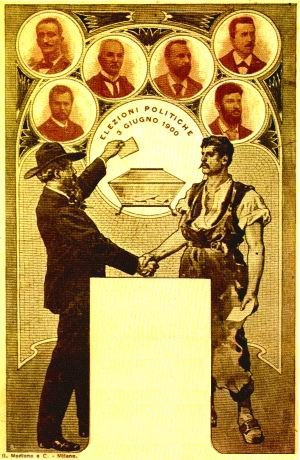
1900 - cartolina di propaganda del PSI per le elezioni politiche - Filippo Turati è l'ultimo in basso a destra

Nel 1901, in sintonia con le sue istanze "minimaliste" (il cosiddetto programma minimo, che si poneva come obiettivi parziali riforme, che i socialisti riformisti intendevano concordare con le forze politiche moderate o realizzare direttamente se al governo), Turati appoggiò (ministerialismo) prima il governo liberale moderato presieduto da Giuseppe Zanardelli e successivamente (1903) quello di Giovanni Giolitti, che nel 1904 approvò importanti provvedimenti di legislazione sociale (leggi sulla tutela del lavoro delle donne e dei bambini, infortuni, invalidità e vecchiaia; comitati consultivi per il lavoro; apertura verso le cooperative).
A causa, però, della politica messa in atto da Giolitti che favoriva solo gli operai meglio organizzati, la corrente di sinistra del PSI, capeggiata dal rivoluzionario Arturo Labriola e dall'intransigente Enrico Ferri, mise in minoranza la corrente di Turati nel congresso svoltosi a Bologna nel 1904.
La corrente gradualista tornò a prevalere nel congresso del 1908 in alleanza con gli integralisti di Oddino Morgari; negli anni seguenti Turati rappresentò la personalità principale del gruppo parlamentare del PSI. In questa veste si ritrovò come l'interlocutore privilegiato di Giolitti, che stava allora perseguendo una politica di attenzione alle emergenti forze di sinistra.
La guerra di Libia del 1911 provocò però una frattura irrimediabile tra il governo giolittiano, fautore dell'impresa coloniale, e il PSI, in cui peraltro stavano di nuovo prevalendo le correnti massimaliste.

### Il massimalismo socialista e il declino di Turati

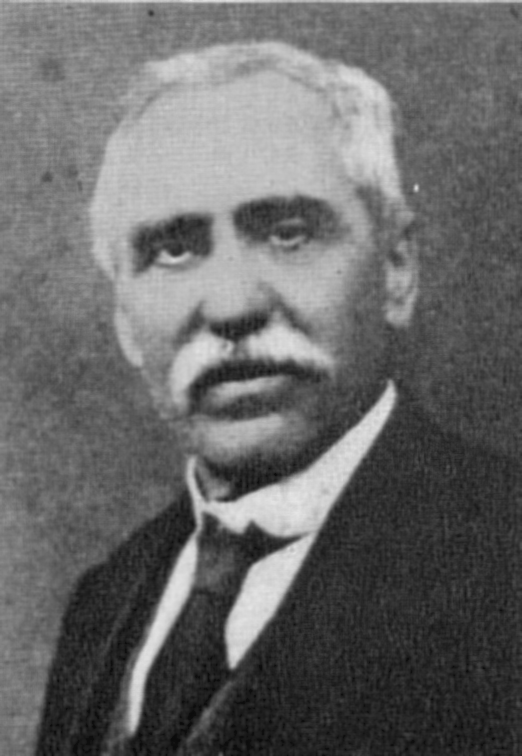
Costantino Lazzari

Mussolini, direttore dell'Avanti!

Nel 1912, con il XIII congresso del Psi di Reggio Emilia, la corrente di sinistra interna rivoluzionario-massimalista capeggiata da Benito Mussolini conquistò la maggioranza nel Partito, ottenendo conseguentemente l'espulsione degli esponenti della destra interna moderato-riformista Leonida Bissolati, Ivanoe Bonomi, Angiolo Cabrini e Guido Podrecca (che diedero poi vita al Partito Socialista Riformista Italiano, e che alle elezioni politiche del 1913 conseguì il 3,9% dei voti), eleggendo alla segreteria nazionale del Partito il rivoluzionario Costantino Lazzari e lo stesso Mussolini quale direttore dell'Avanti!.
Il potere dei massimalisti si consolidò nel successivo XIV congresso del PSI di Ancona dell'aprile 1914, che vide la rielezione a segretario di Costantino Lazzari e un grande successo personale di Mussolini, al quale i congressisti tributarono una mozione di plauso per i successi di diffusione e di vendite del giornale del partito. Venne inoltre approvata la mozione di Mussolini e Zibordi circa l'incompatibilità tra adesione al PSI e alla Massoneria, con l'immediata espulsione di quanti non lasciavano subito la Massoneria. Ciò provocò una grave emorragia di iscritti, specie tra i più anziani, in quanto affiliati alle logge dal periodo risorgimentale, o tra chi proveniva dall'esperienza dei partiti e movimenti repubblicani, per lo più attestati sulle posizioni gradualiste e riformiste di Turati.
Dopo l'espulsione di Mussolini dal PSI a seguito del suo voltafaccia interventista sulla partecipazione dell'Italia alla Grande Guerra, Turati sostenne convintamente la posizione del PSI contraria alla guerra e per la neutralità dell'Italia, pur nella formulazione un po' ambigua del "né aderire, né sabotare" di Costantino Lazzari, soluzione di compromesso dovuta alla scelta di tanti socialisti di presentarsi volontari per il fronte o, comunque, di combattere una volta richiamati alle armi.
Dopo la disfatta di Caporetto del 1917, convinto che in quel momento la difesa della patria in pericolo fosse più importante della lotta di classe, Turati, nel corso di un applauditissimo discorso alla Camera, dichiarò l'adesione del PSI allo sforzo bellico italiano; questa posizione gli valse accuse di opportunismo e social-sciovinismo da parte di Lenin.

### La "profezia" di Turati al Congresso di Livorno del 1921

I delegati davanti al Teatro Goldoni di Livorno il 15 gennaio 1921, giornata inaugurale del XVII Congresso del Partito Socialista Italiano

Nel dopoguerra, dopo la Rivoluzione d'ottobre e l'instaurazione del governo dei Soviet in Russia, il PSI si spostò sempre più su posizioni rivoluzionarie, anche su pressione di Lenin. Tuttavia la componente massimalista del PSI, guidata dal segretario Costantino Lazzari e dal nuovo direttore dell'Avanti!, Giacinto Menotti Serrati, si rifiutò di aderire ai 21 punti adottati al II Congresso dell'Internazionale comunista nel 1920. Tra di essi, la "Condizione n. 7" menzionava espressamente Turati come uno dei "membri notori (...) che apertamente si oppongono alla linea rivoluzionaria", alla cui espulsione Lenin condizionava l'ammissione dei  partiti che desideravano appartenere all'Internazionale Comunista.
Questa imposizione, che avrebbe comportato l'uscita immediata dal PSI dei riformisti, maggioritari nel gruppo parlamentare, determinò invece, nel corso del XVII congresso socialista di Livorno del gennaio 1921, l'uscita della componente comunista, guidata da Amadeo Bordiga, che diede vita al Partito Comunista d'Italia, legato direttamente a Mosca.
Turati intervenne al Congresso nel pomeriggio del 19 gennaio, dimostrando il profondo dissenso ideologico che separava i riformisti dai comunisti: egli dichiarò il suo netto rifiuto di ogni soluzione rivoluzionaria violenta e s'impegnò in una strenua difesa del riformismo socialista e della sua «opera quotidiana di creazione della maturità delle cose e degli uomini», che sarebbe sopravvissuta al «mito russo».

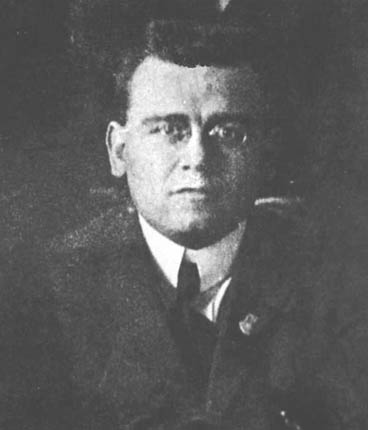
Amadeo Bordiga

L'intervento di Turati fu particolarmente applaudito anche dai massimalisti: ciò avrebbe spinto successivamente il segretario del partito Egidio Gennari a sottolineare che i riformisti, che hanno sempre rappresentato un pericolo perché non si sono mai tenuti fedeli alla disciplina, «nel partito sono molti di più che non si credeva».
Il consenso riscosso da Turati fece commentare alla sua compagna Anna Kuliscioff come il leader riformista «da accusato e quasi condannato» fosse «diventato trionfatore del congresso».
Nonostante ciò, la componente riformista venne comunque emarginata; prevalsero nel PSI le spinte pseudorivoluzionarie della maggioranza massimalista che, inebriata dalla Rivoluzione d'ottobre, ma priva di iniziativa, non vedeva i pericoli della reazione che provocava.

### Turati contestato da ogni parte
Turati era attaccato da tutti: dai comunisti, che già allora lo consideravano un "traditore" della classe operaia per non aderire alle indicazioni che venivano dalla Russia sovietica; dai fascisti e infine dagli esponenti massimalisti del suo stesso partito.
Anche un amico come Camillo Olivetti nel 1922 scrisse sulla rivista settimanale Tempi Nuovi, da lui finanziata, un articolo che dava di Turati un duro giudizio politico, anche se mitigato da attestazioni di stima personale:
(Camillo Olivetti, Tempi Nuovi, 1922)
Nel 1926 Camillo Olivetti e il figlio Adriano contribuirono a organizzare, con Ferruccio Parri e Carlo Rosselli, l'espatrio di Turati in Francia.

### La nascita del Partito Socialista Unitario

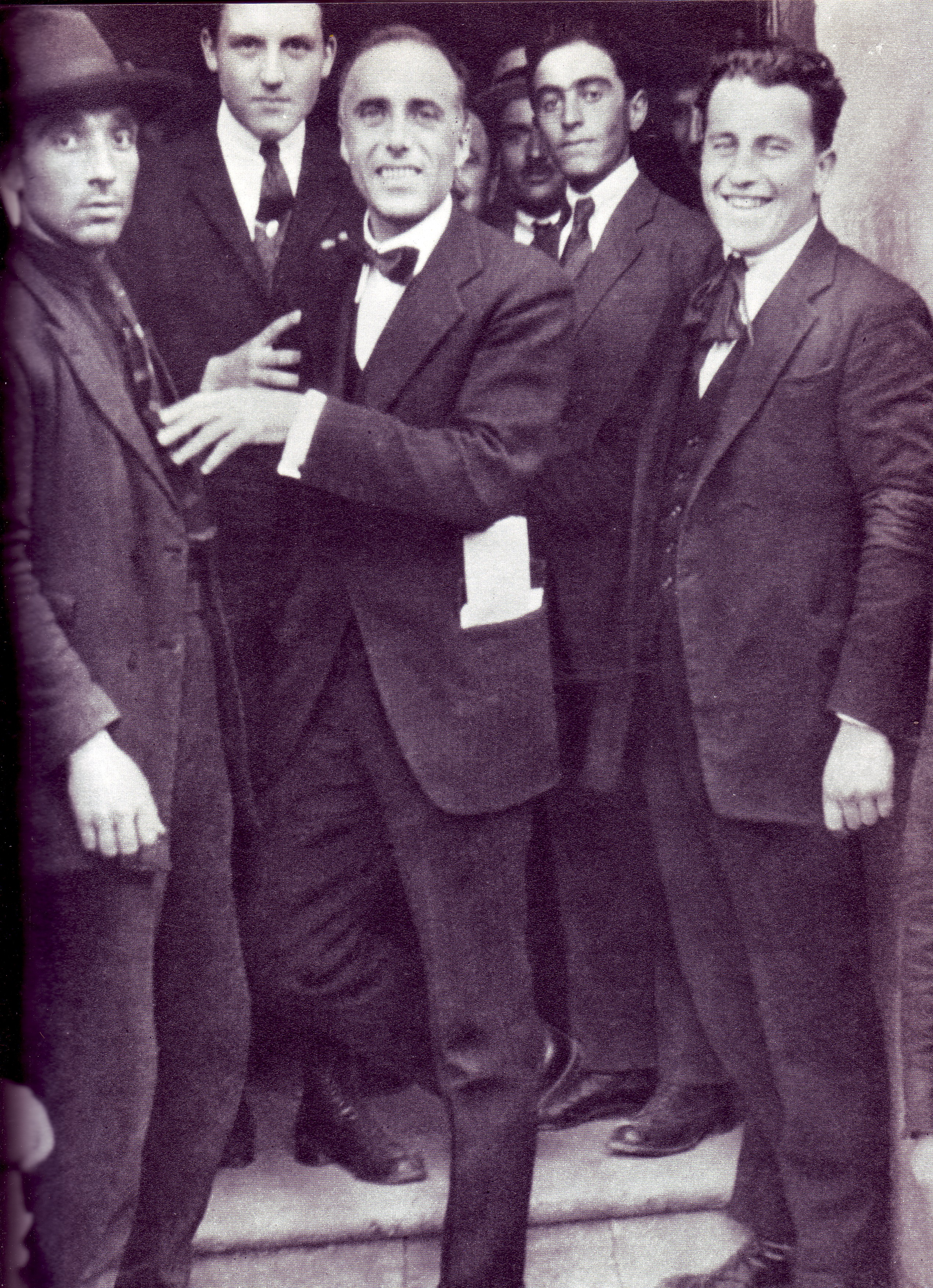
Giacomo Matteotti

La sera del 3 ottobre 1922, pochi giorni prima della Marcia su Roma di Mussolini (27-31 ottobre 1922), il XIX Congresso del Partito Socialista Italiano espulse infine i riformisti di Turati dal partito, con l'accusa di aver violato il divieto di collaborazione con i partiti borghesi, in quanto Turati si era presentato alle consultazioni del re per la costituzione del nuovo governo, che videro il fallimento di un nuovo ministero Giolitti e l'incarico al senatore Luigi Facta.
La mozione massimalista di Giacinto Menotti Serrati e Fabrizio Maffi prevalse di stretta misura, per 32.106 voti contro 29.119.  Rassegnato, Turati così espresse il rammarico degli esponenti della mozione riformista: «Noi ci separiamo da voi: o, forse più esattamente (non vi sembri una sottigliezza), voi vi separate da noi. Comunque ci separiamo. Accettiamo l'esito della votazione.» Terminò con queste parole: «Accomiatiamoci al grido augurale di "Viva il socialismo!", auspicando che questo grido possa un giorno - se sapremo esser saggi - riunirci ancora una volta in un'opera comune di dovere, di sacrificio, di vittoria!.»
Turati diede quindi vita, insieme a Giacomo Matteotti, Giuseppe Emanuele Modigliani e Claudio Treves, al Partito Socialista Unitario, di cui Matteotti fu nominato segretario. Treves assunse la direzione de La Giustizia, che venne trasferita da Reggio Emilia a Milano e divenne l'organo ufficiale del nuovo partito. Nelle file del PSU confluirono oltre i due terzi del gruppo parlamentare socialista.

### La risposta al discorso di Mussolini del 16 novembre 1922
Il 16 novembre 1922 alla Camera dei deputati Mussolini presentò il suo governo, a seguito dell'incarico ricevuto dal re Vittorio Emanuele III dopo la marcia su Roma, e pronunciò arrogantemente un famoso discorso in cui affermò:
Gli rispose il giorno dopo, unico in una platea di oppositori silenti, forse sbigottiti dalla violenza verbale del discorso del futuro duce, il vecchio Turati, che pronunciò un discorso, altrettanto duro e veemente, di condanna del leader fascista e di denuncia dell'ignavia dei parlamentari delle altre forze politiche, poi divenuto noto con il titolo "Il Parlamento è morto" o "Il bivacco della Camera".

Affermò Turati: 
Si ebbe l'impressione di un'ora inverosimile, di un'ora tolta dalle fiabe, dalle leggende; quasi direi un'ora gaia (sic!) dopo che, dicevo, il nuovo Presidente del Consiglio vi aveva parlato col frustino in mano, come nel circo un domatore di belve - oh! Belve, d'altronde, deh quanto narcotizzate! - e lo spettacolo offerto delle groppe offerte allo scudiscio e del ringraziamento di plausi ad ogni nerbata [...]»

Riferendosi poi alla richiesta di Mussolini di modificare la legge elettorale per garantire alla lista più votata un enorme premio di maggioranza (che diverrà poi la cosiddetta "Legge Acerbo", dal nome del parlamentare fascista che la propose), il che avrebbe comportato il rinvio della data delle elezioni per consentire l'approvazione della nuova legge, disse: 
Una voce all'estrema destra: «Vi piacerebbero quelle del 1920!»
Turati: «Non le abbiamo fatte noi.»
Giunta: «Le faremo col manganello!» (Vivi rumori — Commenti alla estrema sinistra — Vivaci proteste del deputato Salvadori che abbandona l'Aula — Applausi alla estrema sinistra — Commenti) [..]

Turati: 
Mussolini: «Naturale!»

Turati: 

### Le elezioni del 1924 e l'assassinio di Matteotti

Il simbolo del Partito Socialista Unitario alle elezioni politiche del 1924

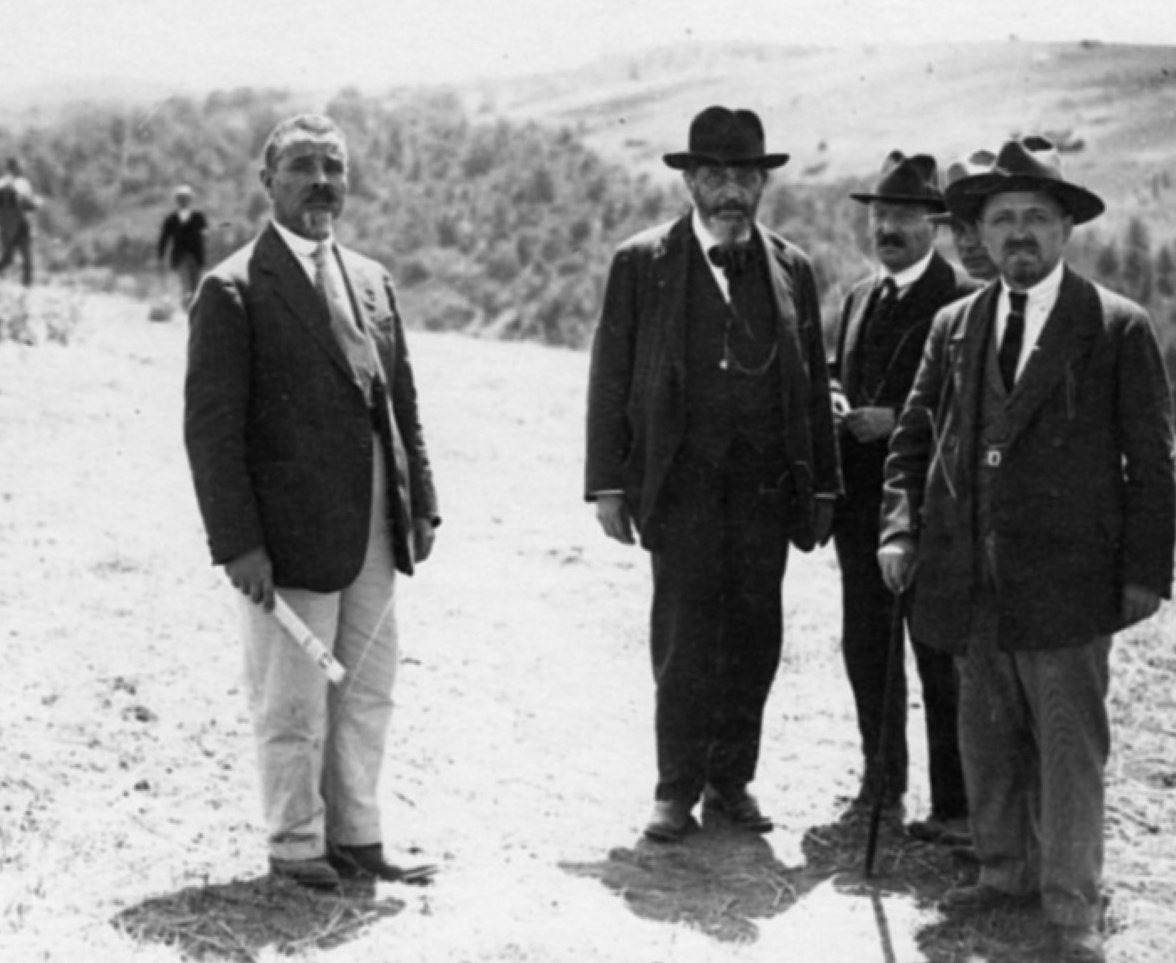
18 agosto 1924 - i deputati socialisti unitari Enrico Gonzales, Filippo Turati e Claudio Treves alla Quartarella per rendere onore alla salma di Matteotti

Nelle successive elezioni politiche del 1924 il PSU si presentò autonomamente, risultando più votato (5,9%) rispetto alle liste dei socialisti massimalisti di Serrati (4,9%) e dei comunisti (3,8%). Il 10 giugno 1924 il segretario del PSU, l'on. Giacomo Matteotti, venne rapito e ucciso da alcuni squadristi.
A seguito del delitto commesso dai fascisti, Turati cercò, assieme ai rappresentanti delle altre forze democratiche di opposizione, di ottenere dal re la destituzione di Mussolini da Capo del governo, magari con il ritorno all'esecutivo dell'anziano Giolitti. Stante l'appoggio del monarca al capo fascista, partecipò, come gli altri parlamentari di opposizione, alla secessione dell'Aventino.

### L'ammirazione per Pier Giorgio Frassati
L'8 luglio 1925, quattro giorni dopo la morte di Pier Giorgio Frassati – il cui funerale a Torino aveva manifestato una fama di santità – Turati scrisse su La giustizia, giornale del suo partito, un elogio spassionato di quel «giovane ricco», che «confessava la sua fede con aperta manifestazione di culto, concependola come una milizia, come una divisa che si indossa in faccia al mondo, senza mutarla con l’abito consueto per comodità, per opportunismo, per rispetto umano» e che «disfidava i facili scherni degli scettici, dei volgari, dei mediocri, partecipando alle cerimonie religiose, facendo corteo al baldacchino dell’Arcivescovo in circostanze solenni». Parole che fecero scalpore, dal momento che, in quanto marxista, Turati era ritenuto da tutti dover essere anche ateo e ostile alla religione.

### Lo scioglimento d'imperio del PSU
Il PSU di Turati fu, forse, il partito più perseguitato dal regime fascista. Oltre alla barbara uccisione del suo segretario Matteotti, fu il primo a essere sciolto d'imperio, il 14 novembre 1925, a causa del fallito attentato a Mussolini da parte del suo iscritto Tito Zaniboni, avvenuto il 4 novembre precedente.
Tuttavia, già il 26 novembre 1925 si costituì un triumvirato, composto da Claudio Treves, Giuseppe Saragat e Carlo Rosselli che, il 29 novembre successivo, ricostituì clandestinamente il PSU come Partito Socialista dei Lavoratori Italiani (PSLI).
Peraltro, quasi un anno dopo, nella notte tra il 19 e il 20 novembre 1926, Treves e Saragat furono costretti a espatriare clandestinamente in Svizzera, grazie all'organizzazione di Rosselli e Parri che, per questo e per aver programmato la fuga dall'Italia di Turati e Pertini, verranno arrestati e prima reclusi in carcere, poi inviati al confino a Lipari.

### La fuga in Francia
A un anno dalla morte della sua amata Anna Kuliscioff e deluso dal consolidamento del regime fascista, anche Turati, su pressione dei suoi compagni, decise di lasciare l'Italia. Le motivazioni della fuga di Turati le raccontò Sandro Pertini a Sergio Zavoli in un'intervista nel programma Rai Nascita di una dittatura del 1972:

Sandro Pertini nei primi anni venti del XX secolo

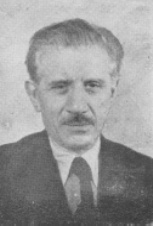
Ferruccio Parri

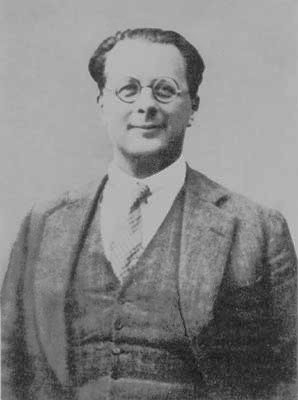
Carlo Rosselli

Nel 1926, dopo aver inutilmente richiesto la concessione del passaporto, il 21 novembre lasciò nottetempo la propria abitazione, ormai da tempo sottoposta a sorveglianza dalla polizia, rifugiandosi in casa di amici a Varese.

Dopo aver scartato l'ipotesi iniziale di una fuga via terra in Svizzera come Treves e Saragat (data l'età e le condizioni di salute dell'anziano leader socialista), si decise infine di farlo espatriare clandestinamente via mare. Il 12 dicembre 1926, a bordo di un motoscafo, l'Oriens, il gruppo dei transfughi salpò da Savona e giunse a Calvi in Corsica. Riferirà Turati: 
Così ha raccontato l'avventuroso episodio l'altro protagonista della fuga, Sandro Pertini:
L'8 dicembre, eludendo ogni vigilanza, si riesce a condurre Turati nella mia città. Turati rimase nascosto con me a Quiliano, vicino a Savona, in casa di un mio caro amico, Italo Oxilia. Dormivamo nella stessa stanza, Turati soffriva d'insonnia e passava le ore discorrendo con me della triste situazione creata dal fascismo e della necessità della sua partenza, ma anche dello strazio che questa partenza rappresentava per il suo animo.»
Alle prime luci dell'alba l'Oriens giunse in vista della costa corsa, non sul lato di Bastia come previsto, ma dalla parte opposta. I fuggiaschi, sfiniti, sbarcarono a Calvi, attirando subito l'attenzione della gendarmeria del porto. Alla richiesta rivolta al comandante dell'imbarcazione di identificarsi, si fece avanti Turati. Il suo nome bastò a rendere i gendarmi cordiali e premurosi. Il locale circolo repubblicano non appena apprese la notizia dello sbarco di una personalità così autorevole si affrettò a improvvisare una cerimonia di benvenuto. Nonostante la terribile notte appena trascorsa, Turati non si sottrasse, in un impeccabile francese tenne un breve discorso di ringraziamento: descrisse l'Italia in catene, inneggiò alla lotta per la libertà e salutò con riconoscenza la libera terra di Francia.
Ricordò Pertini:
Rosselli toglie il tricolore che avevamo issato a bordo, e lo agita. È l'estremo saluto della Patria per Turati ed anche per me. Turati con gli occhi pieni di lacrime mi disse: "Io sono vecchio, non tornerò più vivo in Italia". Rimanemmo sul molo finché potemmo vedere i nostri compagni.»
Il giorno seguente, dopo che il governo francese aveva accolto la loro richiesta di asilo politico, Turati e Pertini si imbarcarono sul postale per Nizza; Rosselli, Parri e il resto dell'equipaggio dell'Oriens fecero invece rotta per l'Italia.
I giornali francesi, al contrario di quelli italiani che relegarono la notizia a un trafiletto nelle pagine più interne, diedero grande risalto alla fuga di Turati.

### Il processo di Savona
Tra gli organizzatori della fuga di Turati e Pertini vi furono Camillo e Adriano Olivetti, Ferruccio Parri e, grande stratega, Carlo Rosselli.
Ferruccio Parri e Carlo Rosselli vennero arrestati al loro rientro in Italia dalla Corsica, mentre l'Oriens attraccava al pontile Walton di Marina di Carrara.
Il loro aspetto lacero e trasandato dopo giorni di navigazione attirò l'attenzione della polizia, che li scambiò per dei complici del bandito Pollastri. Invano cercarono di far credere che stessero rientrando da una gita turistica; fu sufficiente un controllo con la questura di Milano per scoprire che nei loro confronti era stato emesso un mandato di cattura per la complicità nella sfortunata fuga di Ansaldo e Silvestri. A questa accusa si aggiunse poi quella relativa all'espatrio clandestino di Turati. Per il primo reato furono prosciolti, per il secondo furono invece rinviati a giudizio.
Le indagini dell'OVRA e della polizia portarono anche all'arresto degli altri complici.
Il processo fu celebrato dalla Corte di Assise di Savona nel settembre del 1927. I magistrati membri del collegio giudicante, Pasquale Sarno, Giovannantonio Donadu e Angelo Guido Melinossi, in un estremo sussulto di indipendenza della magistratura ordinaria rispetto al potere esecutivo, decisero di negare la natura "politica" dell'espatrio di Turati, il che permise loro di non dichiararsi incompetenti per i reati contestati agli organizzatori della fuga di Turati e ai loro complici, evitando così che essi dovessero comparire dinanzi al Tribunale Speciale per la Difesa dello Stato, istituito nel novembre del 1926 per reprimere gli oppositori del regime.
I giornalisti furono ammessi alle udienze, ma la censura di regime fece sì che nelle pagine di cronaca giudiziaria dei quotidiani nazionali comparissero resoconti in cui gli imputati venivano descritti come dei comuni criminali, omettendo ogni accenno al significato politico della loro impresa. Le appassionate denunce pronunciate in aula da Parri e da Rosselli contro il fascismo vennero ridotte, da giornali pur autorevoli come "La Stampa", a generiche e impacciate affermazioni «che vorrebbero giustificare la violazione della legge commessa dagli imputati.»
I savonesi riuscirono comunque a trovare il modo di esprimere la loro indignazione verso il regime. Nonostante la modesta capienza dell'aula, il pubblico, dì tutti i ceti sociali, partecipò numeroso e non esitò a manifestare con mormorii di approvazione e applausi il proprio sostegno agli imputati. La calorosa partecipazione del pubblico e soprattutto la tempra morale di Rosselli, di Parri e dei loro avvocati trasformarono il processo in un atto di accusa contro il fascismo e le sue leggi liberticide, che si erano spinte sino a negare uno dei diritti più elementari dei cittadini come quello di espatriare. La giornalista inglese Barbara Barclay Carter, inviata dal Manchester Guardian, osservò: «Non è lui, Rosselli, l'imputato, ma tutto il fascismo, che egli inchioda alla sbarra».
Il Tribunale di Savona condannò Ferruccio Parri, Carlo Rosselli, De Bova e Boyancè a dieci mesi di carcere: una sentenza, rispetto alle previsioni, particolarmente mite: Rosselli, avendo già scontati otto mesi di reclusione, avrebbe potuto essere presto libero, ma le nuove leggi speciali permisero alla polizia di infliggergli altri 3 anni di confino, da scontare a Lipari. Anche Turati e Pertini vennero condannati in contumacia a dieci mesi per espatrio clandestino. Italo Oxilia fu condannato al confino in contumacia e gli venne confiscata la casa e il terreno a Quiliano lasciatigli in eredità dal padre.

### L'esilio e la morte
Raccontò ancora Pertini:
Nei primi tempi del suo soggiorno parigino il grande vecchio del socialismo italiano fu conteso dalla stampa di sinistra. In un'intervista rilasciata all'organo radicale "Oeuvre", negò di aver lasciato Milano perché la sua vita fosse in pericolo: «Non avrebbero osato toccare il vecchio Turati. Solo che avevo nell'ingresso di casa mia poliziotti in continuazione (...). Alla fine mi sono sentito soffocare. Non ne potevo più di vivere così. È per questo che sono partito». Alla domanda se prevedesse di poter rientrare in patria in tempi brevi rispose: «Ho lasciato laggiù i miei, la mia casa, i miei libri. È stato uno sradicamento. L'ho fatto, rassegnato a non vederli sicuramente più».

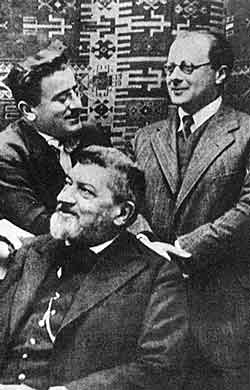
Turati con Claudio Treves e Carlo Rosselli (in piedi) in esilio a Parigi nel 1932

Turati s'inserì nella colonia dei rifugiati antifascisti italiani di Parigi. Qui svolse un'intensa attività politica, rimanendo, sino alla morte, il faro dell'antifascismo democratico italiano. Turati, pur sconfitto e invecchiato, non perse mai la sua grandezza d'animo e la visione lucida del dramma che l'Italia e la classe operaia stavano vivendo. Fu l'anima del suo partito che, nel 1927, assunse la denominazione di Partito Socialista Unitario dei Lavoratori Italiani (PSULI).
Nell'aprile 1927 fu uno dei fondatori della Concentrazione Antifascista, che raggruppava tutti i movimenti e i partiti antifascisti italiani in esilio a Parigi, con l'autoesclusione dei comunisti, ligi alla dottrina sovietica del socialfascismo. Collaborò a vari giornali: tra gli altri, il quindicinale Rinascita socialista, organo del PSLI, diretto dall'amico e compagno di partito Claudio Treves e il settimanale La Libertà, organo della Concentrazione Antifascista.
S'impegnò, assieme a Giuseppe Saragat, nell'unificazione socialista in esilio: il 19 luglio 1930, in occasione del XXI Congresso socialista, tenutosi in esilio a Parigi, la maggioranza del PSI, guidata da Pietro Nenni, abbandonò definitivamente l'ala massimalista guidata da Angelica Balabanoff e si riunificò con il PSULI, assumendo assieme la denominazione di "Partito Socialista Italiano - Sezione dell'I.O.S - Internazionale Operaia Socialista". Organo del partito fu il "Nuovo Avanti!".

Filippo Turati e Bruno Buozzi a Parigi

Inoltre, pure convinto della necessità di una solidarietà fra tutte le forze antifasciste, continuò a denunciare il carattere totalitario e liberticida del comunismo sovietico.
Filippo Turati si spense in casa di Bruno Buozzi, al civico 8 di Boulevard Ornano (18° arrondissement di Parigi), alle 20.40 del 29 marzo 1932.
Ai suoi funerali parteciparono tutti gli esponenti antifascisti italiani in esilio in Francia (con l'esclusione dei comunisti che, anzi, in omaggio alla dottrina del cosiddetto "socialfascismo" imposta da Mosca, gli dedicarono epitaffi definendolo "traditore" dei lavoratori) e i rappresentanti dei partiti socialisti e socialdemocratici europei, oltre a una grande marea di popolo.

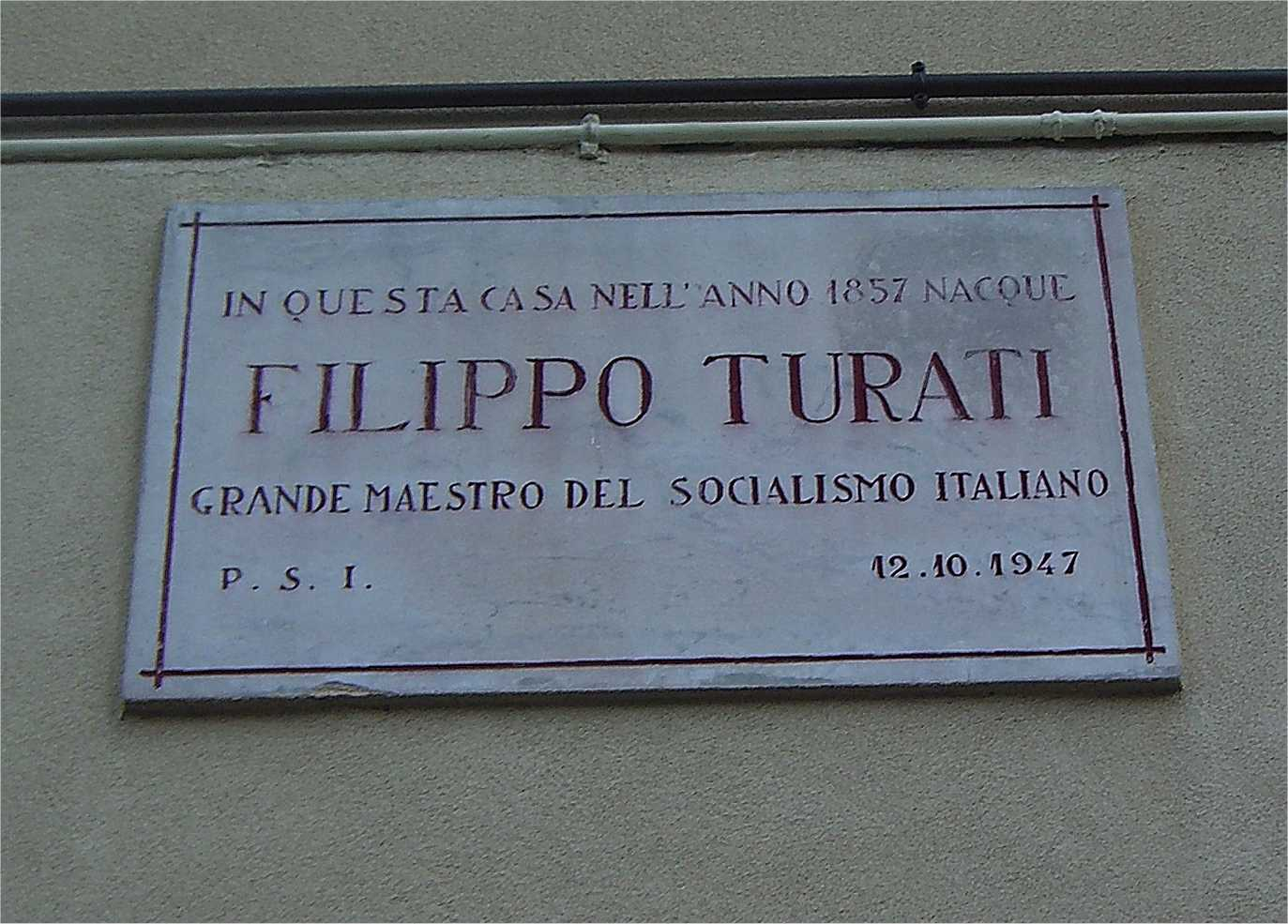
Lapide commemorativa di Filippo Turati sulla sua casa natale a Canzo

In sua memoria fu dedicata la tessera del PSI del 1933. Turati venne cremato, ma le sue ceneri, assieme a quelle di Claudio Treves, furono riportate in Italia soltanto il 10 ottobre 1948 e tumulate al Cimitero Monumentale di Milano, accompagnate da un'imponente manifestazione di autorità e popolo.

## Il pensiero politico

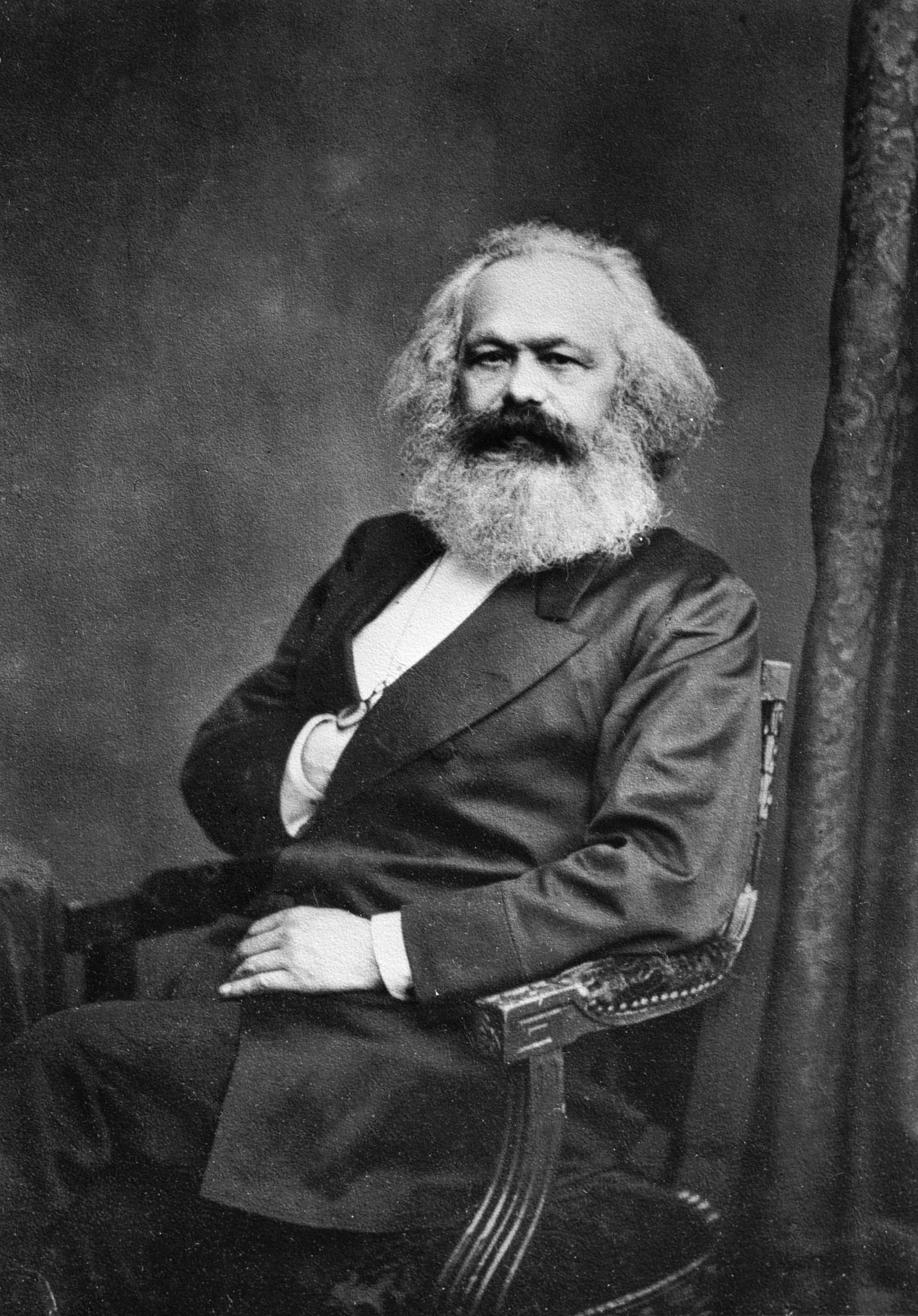
Karl Marx nel 1875

Filippo Turati si definiva marxista, interpretando la dottrina di Marx in maniera non dogmatica: l'emancipazione del proletariato costituisce l'obiettivo, però si deve mirare a ottenerla attraverso le riforme.
Tutto ciò che può portare a un miglioramento delle condizioni di vita dei lavoratori è buono, anche se calato dall'alto; il socialismo è la stella polare della società e sino al suo avvento è bene cooperare con il capitalismo. Vi sono situazioni in cui la cooperazione non va rifiutata dai socialisti, le riforme possono essere più positive della contrapposizione di classe; vi sono tanti socialismi, che possono e devono adeguarsi ai vari stati e alle varie epoche.
Quello di Turati era un socialismo che rifiutava ogni suggestione del tutto e subito,  sebbene avesse quale obiettivo finale il trasferimento della proprietà dei mezzi di produzione in mano pubblica, in maniera graduale.
Il proletariato non si può emancipare di colpo, non si può credere nell'"illuminazione" rivoluzionaria: non rivoluzione, bensì evoluzione graduale.

Foto di Filippo Turati, con dedica: "Se non ci ingegneremo a fare in modo che il "sole dell'avvenire" proietti alcuni dei suoi raggi per illuminare e riscaldare il presente, saremo simili ai preti che, promettendo ai poveri il paradiso, garantiscono intanto ai privilegiati il regno della terra" (19 gennaio 1907)

Il tempo del socialismo è un lungo tempo storico di mediazione e di ragionevolezza: il proletariato raggiungerà la maturità attraverso le riforme; il riformismo è lo strumento per arrivare alla consapevolezza e deve abituare il proletariato alla sua futura evoluzione. Compiti del riformismo sono quelli di educare le coscienze, di creare reale solidarietà tra le classi subalterne.
Per Turati, se il proletariato è ancora immaturo, la rivoluzione sarebbe dannosa: il massimalismo significa contestazione, non migliora la condizione del proletariato, non è detto che porti a dei risultati evocare una selvaggia lotta di classe; anzi, tale lotta di classe porterebbe alla distruzione dell'economia, costringendo il proletariato a una miseria ancor più cruda.
In un suo brano del 1900 egli spiega la sua concezione di "rivoluzione": «ogni scuola che si apre, ogni mente che si snebbia, ogni spina dorsale che si drizza, ogni abuso incancrenito che si stradica, ogni elevamento del tenore di vita dei miseri, ogni legge protettiva del lavoro, se tutto ciò è coordinato ad un fine ben chiaro e cosciente di trasformazione sociale, è un atomo di rivoluzione che si aggiunge alla massa. Verrà il giorno che i fiocchi di neve formeranno valanga. Aumentare queste forze latenti, lavorarvi ogni giorno, è fare opera quotidiana di rivoluzione, assai più che sbraitare pei tetti la immancabile rivoluzione che non si decide a scoppiare».
Turati era un pensatore pacifista: la guerra non può risolvere alcun problema. Era avversario del fascismo e anche fortemente critico nei confronti della rivoluzione sovietica, che riteneva un fenomeno geograficamente limitato e non esportabile e che non faceva uso di intelligenza, libertà, e civiltà..
Per Turati il fascismo era mancanza di libertà e minaccia per l'ordine mondiale: egli individuava elementi comuni tra fascismo e bolscevismo: entrambi ripudiavano i valori del parlamentarismo. In quest'ottica, vale la pena di fare un pezzo di strada assieme al liberalismo per difendere la libertà..

### Condanne e riabilitazioni

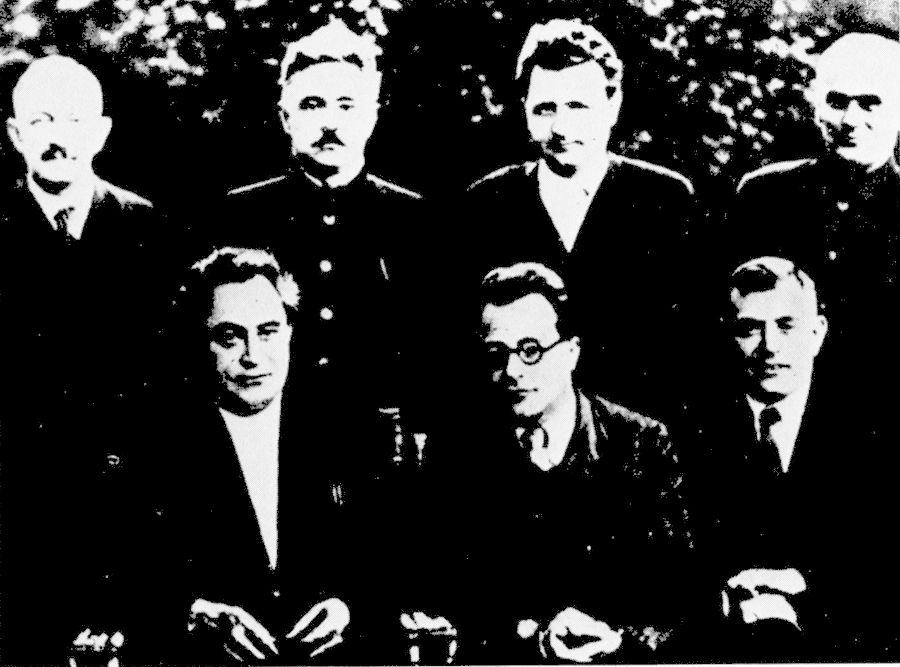
Togliatti e altri dirigenti comunisti a una riunione del Comintern

La sua visione del socialismo, per i tempi democratica moderna, dovette confrontarsi con la violenza verbale e talvolta anche fisica dei militanti del Partito Comunista d'Italia contro i socialisti gradualisti, spregiativamente definiti socialfascisti, traditori della classe operaia da combattere, in ossequio alla concezione sancita fino al 1935 dal Comintern e conseguentemente adottata dai comunisti italiani.
Così Palmiro Togliatti, su "Lo Stato Operaio" dell'aprile 1932, mentre si trovava rifugiato a Mosca, dedicò a Turati un feroce necrologio:
In tutto quello che la stampa socialdemocratica ha detto su Filippo Turati, sulla sua vita e sulle sue opere, e, particolarmente, nella leggenda che essa mette in giro, secondo la quale Turati sarebbe il capo, il maestro, il messia del movimento operaio e della lotta di classe in Italia, vi è solamente questo di vero: che nella persona e nella attività di Turati si sommarono e toccarono una espressione completa di tutti gli elementi negativi, tutte le tare, tutti i difetti che sin dalle origini viziarono e corruppero il movimento socialista italiano, che lo fecero deviare dagli obiettivi rivoluzionari del movimento operaio, che lo condannarono al disastro, al fallimento, alla rovina. Per questo la sua vita può ben essere presa come un simbolo, e come un simbolo è la insegna del tradimento e del fallimento. Tradimento degli interessi, delle aspirazioni, degli ideali di classe del proletariato. Una vita intera spesa per cercar di fare argine alla lotta di classe rivoluzionaria e al suo corso inesorabile, per tentar di porre un freno allo sviluppo della azione autonoma della classe operaia per la propria emancipazione. Una intera vita politica spesa per servire i nemici di classe del proletariato, per servirli nel seno stesso del movimento operaio. […] E qui bisogna sfatare un'altra leggenda, quella di Turati onesto, addirittura sincero e così via. Turati fu tra i più disonesti dei capi riformisti, perché fu tra i più corrotti dal parlamentarismo e dall'opportunismo. La sua attività fu un veicolo continuo di corruzione parlamentare nelle file del movimento operaio. Il suo metodo di mantenersi alla testa del partito era quello di un corruttore. Tutte le risorse del parlamentarismo e dell'opportunismo vennero da lui adoperate per rimanere, di fatto, a capo del Partito socialista e del movimento operaio italiano anche quando la grande massa non solo degli iscritti, ma dei lavoratori senza partito era contro di lui e spingeva il partito in un'altra direzione. La sua abilità di parlamentare incarognito si piegò alle distinzioni più sottili, alle più perfide soluzioni di compromesso. […] L'ultimo episodio di politica Turettaana fu l'Aventino, e fu, esso pure, tradimento e fallimento. Rifugiato all'estero, il suo atteggiamento e i suoi scritti erano diventati cose miserande, esercitazioni letterarie vuote, tronfie, ridicole. Era tagliato fuori del tutto dalla comprensione della situazione presente, rimasticava i luoghi comuni della mistica democratica e la sua ostilità alla Rivoluzione russa, aspettava - ma non era in grado di fare niente altro - che gli si offrisse nuovamente il destro di rendere servizio attivo, in prima linea, per la causa dell'ordine. […] Filippo Turati fu nemico acerrimo del nostro partito e noi fummo e rimaniamo suoi acerrimi nemici, nemici di tutto ciò che il Turattismo è stato, ha fatto, ha rappresentato. Bisogna che le masse lavoratrici italiane siano liberate, e liberate per sempre, e a fondo, di questa roba. Bisogna che anche quelle parti di esse che sono ancora legate a questo passato di fallimento e di tradimento imparino a giudicarlo con spregiudicatezza, a respingerlo da sé. Occorre, perciò, una lotta ideologica e politica spietata.»
(Palmiro Togliatti)

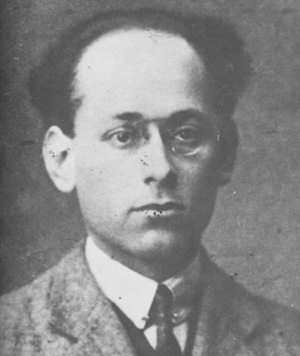
Umberto Terracini

Nel 1982, in occasione del 50° della morte di Turati in esilio, e in parallelo alla crescente crisi del sistema sovietico, si aprì finalmente un dibattito storico politico su scala nazionale che investì la sinistra ed ebbe eco sui grandi organi di stampa e in televisione.
In un'intervista per il TG2 del 25 marzo 1982, uno dei protagonisti della scissione comunista del 1921, Umberto Terracini, non esitò a individuare nelle frasi e nelle parole dell'intervento di Turati al Congresso di Livorno «un'anticipazione certamente intelligente e, direi, quasi miracolosa, profetica di una realtà che in tempi successivi venne poi maturando e che sta sboccando a lidi più concreti proprio nel corso di questa nuova epoca preannunciata.» 
Una giudizio analogo fu pronunciato da un'altra grande protagonista del Congresso di Livorno: la senatrice Camilla Ravera.
La dichiarazione di Terracini fu ascoltata con grande emozione dal Presidente della Repubblica, Sandro Pertini, che ebbe a dichiarare:
(Sandro Pertini, 21 gennaio 1983)
La circostanza è stata confermata da Valdo Spini:
(Valdo Spini, 20 marzo 2012)
La dichiarazione di Terracini non piacque allo storico Paolo Spriano, incaricato dal PCI di intervenire sulla questione: in un articolo su "L'Unità" del 28 marzo 1982, dal titolo "O conTureati o contro Turati?", scrisse:
E l'atmosfera infuocata del congresso del livornese teatro Goldoni, della scissione del 1921, si rappresenta di nuovo su un palcoscenico più grande, con un finale pirandelliano: l'accusatore di allora, il grande combattente comunista Umberto Terracini, darebbe ora ragione all'antagonista.[…] Confessiamo invece di non avere lo spirito del penitente — o del pentito, come si dice oggi — dinanzi alle ragioni o ai torti della scissione di Livorno. Turati fu allora estremamente incerto e oscillante sulle questioni della prospettiva. Condivideva con la gran parte del vecchio gruppo dirigente socialista, politico e sindacale, la convinzione che il moto generale — diciamo pure la forza propulsiva della rivoluzione d'Ottobre —, che aveva conquistato gran parte della classe operala italiana, fosse soltanto un'infatuazione passeggera (qui […] il suo limite). […] La corrente di Turati arrivò al congresso di Livorno con soltanto l'8% dei voti. Perché era ridotta a una minoranza così esigua? Perché il socialismo italiano andò sgretolandosi così rapidamente, si spaccò nel 1922, e la CGL si ridusse a poca cosa nel giro di un paio d'anni? Sono le questioni reali della sconfitta storica del movimento operaio italiano nella sua struttura e nelle sue anime tradizionali — riformista e massimalista — che non si possono eludere in una riflessione vera, libera da strumentalismi. Che cosa sarebbe divenuto il movimento operaio italiano, allora, nel ventennio della dittatura fascista, alla sua caduta, senza che si fosse affermata e avesse tenuto duro l'avanguardia comunista, prima quella «falange d'acciaio» di cui parlava Gramsci, poi un partito che si radicava con la Resistenza nelle stesse masse popolari che avevano animato il partito socialista del primo ventennio del secolo? Era, del resto, pensabile che un movimento così ricco di combattività come quello italiano, nel 1920 e nel 1921, rimanesse estraneo all'attrazione della prima rivoluzione socialista del secolo? Livorno è questo, non si cancella, né si ripudia.»
Spriano comunque ebbe la bontà di dichiarare che il giudizio espresso da Togliatti all'indomani della morte in esilio di Turati fu "francamente ingiusto, schematico", aggiungendo che: 

## Opere
- Il delitto e la questione sociale. Appunti sulla questione penale, Milano, Quadrio, 1883.
- Lo Stato delinquente, Milano, Amministrazione della Plebe, 1883.
- Strofe, Milano, Quadrio, 1883.
- Socialismo e scienza. A proposito di un nuovo libro di N. Colajanni, Como, Tip. Fratelli Giorgetti, 1884.
- Il canto dei lavoratori. Inno del Partito operaio italiano. Poesia di Filippo Turati con musica, Milano, Tip. Fantuzzi, 1889.
- Le 8 ore di lavoro. Sunto stenografico della conferenza pronunciata in Milano nel Teatro della Canobbiana il 1º maggio 1891, Milano, Tip. degli Operai, 1891.
- Questo non fu che il rendiconto, più o meno fedele, di un discorso d'occasione, s.l., s.n., 1891.
- Il dovere della resistenza. Agli operai metallurgici di Milano. Seguito dall'Inno dei meccanici di F. Fontana, Milano, Uffici della Critica sociale, 1892.
- La moderna lotta di classe, Milano, Critica Sociale, 1892.
- Il canto dei lavoratori. Inno del Partito socialista dei lavoratori italiani. Con musica, Zurigo, a cura della Sezione del Partito, 1893.
- Rivolta e rivoluzione, Milano, Critica Sociale, 1893.
- Il diritto di riunione. Discorso pronunziato alla Camera dei deputati il 13 marzo 1900, discutendosi i provvedimenti politici del Ministero Pelloux; La risposta alla Corona. Discorso del 3 luglio 1900, Milano, Critica Sociale, 1900.
- L'azione politica del Partito socialista. I criterii generali, Milano, Critica sociale, 1910.
- Alla Camera che muore e al paese che sorge! L'ultimo discorso del Gruppo socialista alla Camera dei deputati nella XXIV legislatura. Tornata del 28 settembre 1919. Dal resoconto stenografico, Milano, Libreria editrice Avanti!, 1919.
- Agli elettori del collegio di Milano. Il programma. Elezioni politiche 16 novembre 1919, Milano, Uffici di Critica sociale, 1919.
- Rifare l'Italia! Discorso pronunciato alla Camera dei deputati il 26 giugno 1920 sulle comunicazioni del governo (Ministero Giolitti), Milano, Lega nazionale delle cooperative, 1920.
- Abbasso la violenza! Abbasso la morte! Parole dette al Teatro del popolo di Milano la sera del 2 aprile 1921, in commemorazione delle vittime della bomba al Teatro Diana. (Di su le cartelle stenografiche), Milano-Firenze, Edizioni della Critica sociale-Bemporad, 1921.
- Ciò che l'Italia insegna, Paris, I.O.S. Partito socialista italiano, 1933.
- Discorsi parlamentari di Filippo Turati, 3 voll., Roma, Tipografia della Camera dei deputati, 1950.
- Carteggio, con Anna Kuliscioff, 6 voll., Torino, Einaudi, 1977.
- Socialismo e riformismo nella storia d'Italia. Scritti politici 1878-1932, Milano, Feltrinelli, 1979.
- Filippo Turati. Scritti e discorsi 1878-1932, Guanda, Milano 1982.
- Anna Kuliscioff. 1857-1925, a cura di Matteo Matteotti, Roma, Opere nuove, 1984.
- Il socialismo italiano, Milano, M&B Publishing, 1995. ISBN 88-86083-36-X.
- Lo Stato delinquente. Delitto, questione sociale, corruzione politica. Scritti di sociologia (1882-1884), Manduria-Bari-Roma, Lacaita, 1999.
- Amore e socialismo. Un carteggio inedito, con Anna Kuliscioff, Milano, La nuova Italia, 2001. ISBN 88-221-3965-8.
- Lettere dall'esilio, a cura di Bianca Pittoni, Milano, Pan Editrice, 1968.
- Bibliografia degli scritti. 1881-1926, Manduria-Bari-Roma, Lacaita, 2001. ISBN 88-87280-78-9.

## Fonti
L'archivio di Turati è attualmente conservato in blocchi distinti presso:
- l'Istituto di studi sociali di Amsterdam
- la Società Umanitaria di Milano
- la Biblioteca municipale di Forlì
- l'Archivio di Stato di Forlì[45]